# Lepidophyma lipetzi
Lepidophyma lipetzi là một loài thằn lằn trong họ Xantusiidae. Loài này được Smith & Del Toro mô tả khoa học đầu tiên năm 1977.